# Regional Preferente de La Rioja 1993-94
La temporada 1993-94 de Regional Preferente de La Rioja era el quinto y último nivel de las Ligas de fútbol de España para los clubes de La Rioja, por debajo de la Tercera División de España.
Esta temporada, al contar con tan solo 19 equipos inscritos en la competición, se volvió al sistema de grupo único.

## Sistema de competición
Los 19 equipos en un único grupo, que se enfrentan a doble vuelta, una vez en casa y otra en el campo del equipo rival, todos contra todos.
El campeón de esta fase regular asciende a Tercera División. El segundo clasificado se enfrentará en un playoff a ida y vuelta contra el segundo clasificado de la Preferente de Navarra. El ganador de este playoff también consigue el ascenso.
Si ascendieran desde el grupo XV de Tercera División más equipos de los que descendieran desde Segunda B, habría más plazas de ascenso, que obtendrían los siguientes clasificados.

## Clasificación[1]
| Pos. | Equipo                   | Pts. | PJ | G  | E  | P  | GF  | GC | Dif. |                                              |
| ---- | ------------------------ | ---- | -- | -- | -- | -- | --- | -- | ---- | -------------------------------------------- |
| 1    | C. D. La Calzada (C, A)  | 59   | 36 | 27 | 5  | 4  | 106 | 24 | +82  | Ascenso a Tercera                            |
| 2    | Peña Balsamaiso C. F.    | 56   | 36 | 25 | 6  | 5  | 75  | 25 | +50  | Promoción de ascenso a Tercera               |
| 3    | C. C. D. Alberite        | 54   | 36 | 24 | 6  | 6  | 82  | 39 | +43  |                                              |
| 4    | C. D. Cenicero           | 53   | 36 | 23 | 7  | 6  | 87  | 45 | +42  |                                              |
| 5    | Náxara C. D.             | 48   | 36 | 19 | 10 | 7  | 76  | 30 | +46  |                                              |
| 6    | C. D. San Lorenzo        | 48   | 36 | 22 | 4  | 10 | 83  | 54 | +29  |                                              |
| 7    | C. F. Rápid              | 47   | 36 | 20 | 7  | 9  | 67  | 64 | +3   |                                              |
| 8    | C. D. Calahorra Promesas | 38   | 36 | 17 | 4  | 15 | 77  | 73 | +4   |                                              |
| 9    | C. D. Aldeano            | 35   | 36 | 14 | 7  | 15 | 64  | 65 | −1   |                                              |
| 10   | S. D. Loyola             | 34   | 36 | 12 | 10 | 14 | 50  | 44 | +6   |                                              |
| 11   | C. D. San Marcial        | 33   | 36 | 12 | 9  | 15 | 45  | 49 | −4   |                                              |
| 12   | C. D. Arnedo Promesas    | 31   | 36 | 12 | 7  | 17 | 53  | 63 | −10  | El club no compite en la siguiente temporada |
| 13   | C. Atlético Riojano      | 29   | 36 | 12 | 5  | 19 | 51  | 60 | −9   |                                              |
| 14   | C. D. Pradejón           | 27   | 36 | 11 | 5  | 20 | 42  | 87 | −45  |                                              |
| 15   | C. D. Bañuelos           | 22   | 36 | 8  | 6  | 22 | 43  | 99 | −56  |                                              |
| 16   | C. D. Agoncillo          | 21   | 36 | 6  | 9  | 21 | 33  | 83 | −50  |                                              |
| 17   | C. D. Cerverano          | 17   | 36 | 7  | 5  | 24 | 41  | 77 | −36  |                                              |
| 18   | C. D. El Cortijo         | 14   | 36 | 4  | 6  | 26 | 32  | 88 | −56  |                                              |
| 19   | C. D. Alfaro Promesas    | 14   | 36 | 3  | 10 | 23 | 29  | 67 | −38  |                                              |

 Fuente: www.futbol-regional.es
Notas:
1. ↑  El Cerverano fue sancionado con dos puntos menos por no presentarse al último partido contra el La Calzada, además de darle el partido por perdido por 1-0.
2. ↑  El Alfaro Promesas fue sancionado con dos puntos menos por no presentarse al partido contra el Pradejón, además de darle el partido por perdido por 1-0.

## Promoción de ascenso
| Equipo 1        | Agr. | Equipo 2              | Ida | Vuelta |
| --------------- | ---- | --------------------- | --- | ------ |
| C. A. Cirbonero | 2-3  | Peña Balsamaiso C. F. | 1-1 | 1-2    |

| Ida; 12 de junio de 1994 | C. A. Cirbonero | 1-1 | Peña Balsamaiso C. F. |  |  |

| Vuelta; 19 de junio de 1994 | Peña Balsamaiso C. F. | 2-1 (Global 3-2) | C. A. Cirbonero |  |  |

| Asciende Peña Balsamaiso C. F. |